# Georges Auclair
Pour les articles homonymes, voir Auclair.
 (mai 2012).
Si vous disposez d'ouvrages ou d'articles de référence ou si vous connaissez des sites web de qualité traitant du thème abordé ici, merci de compléter l'article en donnant les références utiles à sa vérifiabilité et en les liant à la section « Notes et références ».
Georges Auclair (Paris, 27 mai 1920 - Paris, 4 avril 2004) était un journaliste, un écrivain et un professeur de littérature français. 

## Biographie
Il a fait des études de philosophie et d'économie politique avant de devenir journaliste à Paris au lendemain de la Libération. Après la Seconde Guerre mondiale et l'engagement dans la Résistance, il séjourne quinze mois de 1945 à 1946 en Allemagne, comme journaliste accrédité auprès du gouvernement militaire. 
Son premier roman, Un amour allemand, né de sa réflexion sur la guerre, obtient le prix Interallié en 1950. 
Il a été professeur de littérature aux États-Unis, chercheur au CNRS, docteur ès lettres, il a enseigné la sociologie et a participé à la création du quotidien le Parisien libéré. 
En 1960, il signe le Manifeste des 121, déclaration sur le « droit à l'insoumission » dans le contexte de la guerre d'Algérie.
En 1970, il publie un essai d'anthropologie sociale, le Mana quotidien, qui est devenu un classique de la culture médiatique. Il a également fondé, le 9 janvier 1949, avec Pierre Loquet et J. Le Bihen le Cercle celtique Bro Gwenrann. 
Il est inhumé au cimetière du Père-Lachaise (42e division).

## Œuvres
- Un amour allemand, 1950, 284 pages, Collection blanche, Gallimard,  (ISBN 2070203174). Ce livre a reçu le Prix Interallié en 1950.
- Le Commun Dénominateur, 1958, 256 pages, Collection blanche, Gallimard,  (ISBN 2-07-020319-0).
- Le Même et l'Autre, 1973, 192 pages, Collection blanche, Gallimard,  (ISBN 2-07-028831-5).
- Une vie barrée 1953, 176 pages, Collection blanche, Gallimard,  (ISBN 2-07-020318-2).
- Histoire de mes idées philosophiques, Gallimard, numéro 141,  (ISBN 2-07-071474-8).